# ادوارد پوپ
ادوارد پوپ (به انگلیسی: Eduard Popp) ورزشکار مرد رشتهٔ کشتی فرنگی متولد ۱۶ ژوئن ۱۹۹۱ در کشور آلمان است.
در المپیک ۲۰۱۶ ریو باکسی با غلبه بر نورماخان تینالیف قزاقستانی و بشیر باباجان زاده ایرانی به مرحله نیمه نهایی راه پیدا کند اما در این مرحله مقابل رضا کایالپ کشتی‌گیر ترکیه ای شکست خورد و به دیدار رده‌بندی رفت. او در این مرحله نیز مقابل صباح شریعتی کشتی‌گیر ایرانی الاصل آذربایجان بازی را واگذار کرد و به مقام پنجم رسید. وی سابقه حضور در المپیک ۲۰۲۰ توکیو را نیز دارد.